# Андре-Франк Замбо-Ангісса
Андре́-Франк Замбо́-Ангісса́ (фр. André-Frank Zambo Anguissa, нар. 16 листопада 1995, Яунде) — камерунський футболіст, півзахисник італійського «Наполі» і національної збірної Камеруну.

## Клубна кар'єра
Народився 16 листопада 1995 року в місті Яунде.
У дорослому футболі дебютував 2015 року виступами за команду клубу «Марсель», кольори якої захищав до літа 2018 року, коли майже за 25 мільйонів євро перейшов в англійський «Фулгем».
Влітку 2019 року Андре-Франк Замбо-Ангісса на правах оренди з правом викупу перейшов до клубу «Вільярреал». Протягом сезону був основним гравцем середини поля цього клубу, утім по завершенні терміну оренди повернувся до «Фулгема».
Відіграв за лондонців наступний сезон 2020/21, за результатами якого клуб втратив місце у Прем'єр-лізі. Провівши на початку наступного сезону декілька ігор у другому за силою англійському дивізіоні, попрямував в оренду до італійського «Наполі». За рік, влітку 2022, італійці викупили контракт гравця за 15 мільйонів євро.

## Виступи за збірну
У 2017 році дебютував в офіційних матчах у складі національної збірної Камеруну. 
Був у її складт учасником Кубка конфедерацій 2017 року, а також Кубків африканських націй 2019 та 2021 років.
| Дата       | Місто           | Господарі         | Результат               | Гості             | Турнір                                      | Голи | Примітки |
| ---------- | --------------- | ----------------- | ----------------------- | ----------------- | ------------------------------------------- | ---- | -------- |
| 24-3-2017  | Монастір        | Туніс             | 0 – 1                   | Камерун           | товариський матч                            | -    |          |
| 28-3-2017  | Брюссель        | Камерун           | 1 – 2                   | Гвінея            | товариський матч                            | -    | 65'      |
| 10-6-2017  | Яунде           | Камерун           | 1 – 0                   | Марокко           | Відбір до Кубка африканських націй 2019     | -    | 75'      |
| 13-6-2017  | Хетафе          | Колумбія          | 4 – 0                   | Камерун           | товариський матч                            | -    | 46'      |
| 18-6-2017  | Москва          | Камерун           | 0 – 2                   | Чилі              | Кубок Конфедерацій 2017 - 1-й етап          | -    | 89'      |
| 22-6-2017  | Санкт-Петербург | Камерун           | 1 – 1                   | Австралія         | Кубок Конфедерацій 2017 - 1-й етап          | 1    |          |
| 25-6-2017  | Сочі            | Німеччина         | 3 – 1                   | Камерун           | Кубок Конфедерацій 2017 - 1-й етап          | -    |          |
| 1-9-2017   | Уйо             | Нігерія           | 4 – 0                   | Камерун           | Відбір до ЧС 2018                           | -    |          |
| 4-9-2017   | Яунде           | Камерун           | 1 – 1                   | Нігерія           | Відбір до ЧС 2018                           | -    |          |
| 7-10-2017  | Яунде           | Камерун           | 2 – 0                   | Алжир             | Відбір до ЧС 2018                           | -    |          |
| 11-11-2017 | Ндола           | Замбія            | 2 – 2                   | Камерун           | Відбір до ЧС 2018                           | 1    |          |
| 8-9-2018   | Мітцаміулі      | Коморські Острови | 1 – 1                   | Камерун           | Відбір до Кубка африканських націй 2019     | -    |          |
| 12-10-2018 | Яунде           | Камерун           | 1 – 0                   | Малаві            | Відбір до Кубка африканських націй 2019     | -    |          |
| 16-10-2018 | Блантайр        | Малаві            | 0 – 0                   | Камерун           | Відбір до Кубка африканських націй 2019     | -    | 70'      |
| 16-11-2018 | Касабланка      | Марокко           | 2 – 0                   | Камерун           | Відбір до Кубка африканських націй 2019     | -    | 20'      |
| 23-3-2019  | Яунде           | Камерун           | 3 – 0                   | Коморські Острови | Відбір до Кубка африканських націй 2019     | -    |          |
| 14-6-2019  | Ель-Вакра       | Камерун           | 1 – 1                   | Малі              | товариський матч                            | -    |          |
| 25-6-2019  | Ісмаїлія        | Камерун           | 2 – 0                   | Гвінея-Бісау      | Кубок африканських націй 2019 - 1-й етап    | -    |          |
| 29-6-2019  | Ісмаїлія        | Камерун           | 0 – 0                   | Гана              | Кубок африканських націй 2019 - 1-й етап    | -    | 82'      |
| 2-7-2019   | Ісмаїлія        | Бенін             | 0 – 0                   | Камерун           | Кубок африканських націй 2019 - 1-й етап    | -    | 77'      |
| 6-7-2019   | Александрія     | Нігерія           | 3 – 2                   | Камерун           | Кубок африканських націй 2019 - 1/8 фіналу  | -    | 62'      |
| 12-10-2019 | Радес           | Туніс             | 0 – 0                   | Камерун           | товариський матч                            | -    |          |
| 13-11-2019 | Яунде           | Камерун           | 0 – 0                   | Кабо-Верде        | Відбір до Кубка африканських націй 2021     | -    |          |
| 17-11-2019 | Кігалі          | Руанда            | 0 – 1                   | Камерун           | Відбір до Кубка африканських націй 2021     | -    |          |
| 9-10-2020  | Утрехт          | Японія            | 0 – 0                   | Камерун           | товариський матч                            | -    |          |
| 12-11-2020 | Дуала           | Камерун           | 4 – 1                   | Мозамбік          | Відбір до Кубка африканських націй 2021     | 1    |          |
| 30-3-2021  | Яунде           | Камерун           | 0 – 0                   | Руанда            | Відбір до Кубка африканських націй 2021     | -    | 83'      |
| 4-6-2021   | Вінер-Нойштадт  | Нігерія           | 0 – 1                   | Камерун           | товариський матч                            | 1    | 74'      |
| 8-6-2021   | Вінер-Нойштадт  | Камерун           | 0 – 0                   | Нігерія           | товариський матч                            | -    | 60'      |
| 3-9-2021   | Яунде           | Камерун           | 2 – 0                   | Малаві            | Відбір до ЧС 2022                           | -    | 83' 87'  |
| 6-9-2021   | Абіджан         | Кот-д'Івуар       | 2 – 1                   | Камерун           | Відбір до ЧС 2022                           | -    |          |
| 8-10-2021  | Яунде           | Камерун           | 3 – 1                   | Мозамбік          | Відбір до ЧС 2022                           | -    |          |
| 11-10-2021 | Танжер          | Мозамбік          | 0 – 1                   | Камерун           | Відбір до ЧС 2022                           | -    |          |
| 13-11-2021 | Совето          | Малаві            | 0 – 4                   | Камерун           | Відбір до ЧС 2022                           | 1    | 63'      |
| 16-11-2021 | Дуала           | Камерун           | 1 – 0                   | Кот-д'Івуар       | Відбір до ЧС 2022                           | -    |          |
| 9-1-2022   | Яунде           | Камерун           | 2 – 1                   | Буркіна-Фасо      | Кубок африканських націй 2021 - 1-й етап    | -    |          |
| 13-1-2022  | Яунде           | Камерун           | 4 – 1                   | Ефіопія           | Кубок африканських націй 2021 - 1-й етап    | -    |          |
| 17-1-2022  | Яунде           | Кабо-Верде        | 1 – 1                   | Камерун           | Кубок африканських націй 2021 - 1-й етап    | -    | 81'      |
| 24-1-2022  | Яунде           | Камерун           | 2 – 1                   | Коморські Острови | Кубок африканських націй 2021 - 1/8 фіналу  | -    | 33' 84'  |
| 29-1-2022  | Дуала           | Гамбія            | 0 – 2                   | Камерун           | Кубок африканських націй 2021 - чвертьфінал | -    | 87'      |
| 3-2-2022   | Яунде           | Камерун           | 0 – 0 д.ч. (1 – 3 п.п.) | Єгипет            | Кубок африканських націй 2021 - півфінал    | -    |          |
| 9-6-2022   | Дар-ес-Салам    | Бурунді           | 0 – 1                   | Камерун           | Відбір до Кубка африканських націй 2023     | -    | 83'      |
| Усього     |                 | Матчів            | 42                      |                   | Голів                                       | 5    |          |

## Титули і досягнення
- Чемпіон Італії (2):

«Наполі»: 2022–23, 2024–25
Збірні
- Бронзовий призер Кубка африканських націй: 2021